# Canções Inesquecíveis
Canções Inesquecíveis é um álbum de grandes êxitos dos grupos brasileiros Trazendo a Arca e Toque no Altar, lançada em junho de 2023 pela gravadora Uni Records.

## Contexto
Em 2023, em comemoração aos 20 anos do Trazendo a Arca, a banda assinou um contrato com a gravadora Uni Records para o lançamento de projetos comemorativos. Como detentora da marca Toque no Altar, o grupo também mantém os direitos autorais dos álbuns lançados por seus integrantes entre 2003 a 2007 após o fim dos conflitos judiciais em 2010.
A banda chegou a anunciar um EP, chamado 20 Anos de Adoração, com a participação de convidados como Gabriel Guedes de Almeida e Eli Soares, e também um álbum ao vivo com inéditas chamado 20 Anos de Celebração. Esse material coincidiu com o relançamento de toda a discografia independente do grupo (até 2009) nas plataformas que, desde 2013, estava sob gerência do selo Digital Music e da gravadora Dos3Music. O retorno da discografia sob detenção total do Trazendo a Arca só ocorreu após um processo de rescisão.

## Lançamento
Canções Inesquecíveis foi lançado em 9 de junho de 2023, e reuniu canções lançadas pelos músicos de Toque no Altar (2003) até Olha pra Mim (2006), e de Marca da Promessa (2007) até Salmos e Cânticos Espirituais (2009), ou seja, excluindo todos os registros posteriores da formação original, que até abril de 2010 contou com Davi Sacer, Verônica Sacer e Ronald Fonseca.

## Faixas
A seguir está a lista de faixas do disco Canções Inesquecíveis, segundo sua ficha técnica.
| N.º            | Título                       | Compositor(es)                           | Álbum original                | Duração |  |
| 1.             | "Deus de Promessas"          | Davi Sacer Verônica Sacer Ronald Fonseca | Deus de Promessas             | 8:13    |  |
| 2.             | "Te Louvarei"                | Kelly Carpenter - Vs.                    | Toque no Altar                | 5:24    |  |
| 3.             | "Sobre as Águas"             | Sacer Luiz Arcanjo Fonseca               | Marca da Promessa             | 5:49    |  |
| 4.             | "Olha pra Mim"               | Arcanjo Sacer                            | Olha pra Mim                  | 6:32    |  |
| 5.             | "Marca da Promessa"          | Sacer Arcanjo Deco Rodrigues Fonseca     | Marca da Promessa             | 5:16    |  |
| 6.             | "Tua Graça Me Basta"         | Arcanjo Sacer                            | Olha pra Mim                  | 7:08    |  |
| 7.             | "Te Conhecer"                | D. Sacer V. Sacer Fonseca                | Deus de Promessas             | 5:09    |  |
| 8.             | "Faz Chover"                 | Michael Farron - Vs.                     | Toque no Altar                | 6:18    |  |
| 9.             | "Restitui"                   | Sacer Arcanjo                            | Restituição                   | 7:28    |  |
| 10.            | "Correndo pros Teus Braços"  | Arcanjo Sacer Rodrigues                  | Olha pra Mim                  | 6:15    |  |
| 11.            | "Leva-Me Além"               | Fonseca                                  | Toque no Altar                | 8:35    |  |
| 12.            | "Lembra Senhor"              | Rodrigues Arcanjo Sacer                  | Olha pra Mim                  | 7:47    |  |
| 13.            | "Bendito Serás"              | Sacer Arcanjo Rodrigues                  | Restituição                   | 5:10    |  |
| 14.            | "Abro Mão"                   | Arcanjo                                  | Toque no Altar                | 5:48    |  |
| 15.            | "Toque no Altar"             | Sacer Arcanjo                            | Toque no Altar                | 4:49    |  |
| 16.            | "Toda Sorte de Bênçãos"      | D. Sacer V. Sacer Fonseca                | Deus de Promessas             | 4:21    |  |
| 17.            | "Senhor e Rei"               | Fonseca Rodrigues Arcanjo Sacer          | Olha pra Mim                  | 8:23    |  |
| 18.            | "Invoca-Me"                  | Fonseca Arcanjo Kleber Lucas             | Pra Tocar no Manto            | 5:48    |  |
| 19.            | "Em Ti Esperarei" (Salmo 27) | Sacer Arcanjo                            | Salmos e Cânticos Espirituais | 5:14    |  |
| 20.            | "Se Não Fosse o Senhor"      | Arcanjo                                  | Salmos e Cânticos Espirituais | 4:09    |  |
| Duração total: | Duração total:               | Duração total:                           | Duração total:                | 2:03:47 |  |